# Finnland beim Eurovision Young Musicians
Übertragende Rundfunkanstalt

Erste Teilnahme
1984
Anzahl der Teilnahmen
20
Höchste Platzierung
2 (1984, 2000, 2008)
Dieser Artikel befasst sich mit der Geschichte Finnlands als Teilnehmer des Wettbewerbs Eurovision Young Musicians.

## Regelmäßigkeiten der Teilnahme und Erfolge im Wettbewerb
Finnland nahm erstmals 1984 am Eurovision Young Musicians teil. Dabei erreichte der Pianist Olli Mustonen auf Anhieb den zweiten Platz. Diesen Erfolg konnte Finnland 2000 bzw. 2008 wiederholen.
2010 zog sich der zuständige Sender Yleisradio (YLE) ohne eine nähere Begründung vom Wettbewerb zurück. Zuletzt sagte man 2018 eine Teilnahme ab, ebenfalls ohne eine nähere Angabe von Gründen. Seitdem hat sich YLE nicht mehr zu einer Teilnahme geäußert.
Finnland ist mit drei zweiten und einem dritten Platz das Land mit den meisten Platzierungen unter den ersten Drei, welches keinen Sieg erringen konnte.

## Liste der Beiträge
Farblegende: – 1. Platz. – 2. Platz. – 3. Platz. – ausgeschieden im Halbfinale/in der Qualifikation. – keine Teilnahme/nicht qualifiziert.
| Jahr                                    | Interpret                                  | Instrument                                 | Stücke | Platz Finale                               | Platz Halbfinale                           | Nationale Vorentscheidung                  |
| --------------------------------------- | ------------------------------------------ | ------------------------------------------ | --- | ------------------------------------------ | ------------------------------------------ | ------------------------------------------ |
| 1982                                    | Keine Teilnahme als eigenständige Nation 1 | Keine Teilnahme als eigenständige Nation 1 | Keine Teilnahme als eigenständige Nation 1 | Keine Teilnahme als eigenständige Nation 1 | Keine Teilnahme als eigenständige Nation 1 | Keine Teilnahme als eigenständige Nation 1 |
| 1984                                    | Olli Mustonen                              | Klavier                                    | Concerto for piano and orchestra in G major by Maurice Ravel | 2 / 7                                      | Direkt für das Finale qualifiziert         |                                            |
| 1986                                    | Jan-Erik Gustafsson                        | Cello                                      | Variations on a Rococo Theme for Violoncello and Orchestra, op.33 by Pyotr Tchaikovsky                                                                                      | 3 / 5                                      | k. A. / 15                                 |                                            |
| 1988                                    | Jan Söderblom                              | Violine                                    | Concerto for violin and orchestra no.5 in A, KV 219 by Wolfgang Amadeus Mozart                                                                                              | k. A. / 6                                  | k. A. / 16                                 |                                            |
| 1990                                    | Sharon Jaari                               | Violine                                    | Violin Concerto No. 2 in d-Moll, Op. 44 von Max Bruch | Ausgeschieden                              | k. A. / 18                                 |                                            |
| 1992                                    | Helen Lindén                               | Cello                                      | Concerto In E Minor For Cello And Orchestra, Op. 85 by Edward Elgar | k. A / 8                                   | k. A. / 18                                 |                                            |
| 1994                                    | Pia Toivio                                 | Cello                                      | Roccoco Variations op. 33 part II, VI, VII by Pyotr Tchaikovsky | k. A / 8                                   | k. A. / 24                                 |                                            |
| 1996                                    | Jussi Makkonen                             | Cello                                      | unbekannt | Ausgeschieden                              | k. A. / 18                                 |                                            |
| 1998                                    | Kalle Toivio                               | Klavier                                    | Concerto for Piano and Orchestra, no. 2, 1st Mov. by Sergei Prokofiev | k. A / 8                                   | k. A. / 14                                 |                                            |
| 2000                                    | Timo-Veikko Valve                          | Cello                                      | Rondo for Cello and Orchestra, op. 94 by Anton Dvorak | 2 / 8                                      | k. A. / 18                                 |                                            |
| 2002                                    | Jonathan Rautiola                          | Saxophon                                   | unbekannt | Ausgeschieden                              | k. A. / 20                                 |                                            |
| 2004                                    | Tuomas Lehto                               | Cello                                      | unbekannt | Ausgeschieden                              | k. A. / 17                                 |                                            |
| 2006                                    | Visa Sippola                               | Klavier                                    | unbekannt | Ausgeschieden                              | k. A. / 18                                 |                                            |
| 2008                                    | Roope Gröndahl                             | Klavier                                    | Bagatelle G-Moll, Op. 119, No. 1 by Ludwig van Beethoven Op. 1 Klaviersonate by Alban Berg Toccata by Maurice Ravel Klavierkonzert in b-Moll by Pjotr Iljitsch Tschaikowski | 2 / 7                                      | k. A / 8                                   |                                            |
| 2010 2012 2014 2016 2018 2020 2022 2024 | Auf Teilnahme verzichtet                   | Auf Teilnahme verzichtet                   | Auf Teilnahme verzichtet | Auf Teilnahme verzichtet                   | Auf Teilnahme verzichtet                   | Auf Teilnahme verzichtet                   |